# Абанкур (Нор)
Абанку́р (фр. Abancourt) — коммуна во Франции, регион О-де-Франс, департамент Нор, кантон Камбре, в 139 км от Лилля.

## Население
| Год  | Численность | Численность |
| ---- | ----------- | ----------- |
| 2013 | 461         |             |
| 2015 | 459         | [ 5 ]       |
| 2016 | 474         | [ 6 ]       |
| 2017 | 463         | [ 7 ]       |
| 2018 | 469         | [ 8 ]       |
| 2019 | 469         | [ 9 ]       |
| 2020 | 468         | [ 10 ]      |
| 2021 | 459         | [ 11 ]      |
| 2022 | 450         | [ 3 ]       |

## История

### Средние века и новое время
Впервые деревня была сожжена вандалами в 1120 году, после восстановления деревня снова была разорена 26 ноября 1553 года войсками короля Генриха II. В 1655 году в деревне снова вспыхнул пожар.

### Современная история
Во время своего выздоровления в 1916 году Гитлер нарисовал акварель, изображающую ворота фермы Вилен. Эти ворота были разрушены во время битвы в 1918 году, но рисунок все ещё существует.
Разрушенная также во время боев 1918 года, церковь Святого Мартина реконструировалась в том же месте, но в обратном направлении. Работы продолжались около 10 лет (с 1923 по 1933 год), под руководством архитектора Петра Лепринсе-Рингут. Внутренние картины хора и нефа работы Эмиля Фламинго, который использует технику фрески.
В Абанкуре 22-23 мая 1940 года произошла битва между танками 38-го истребительного танкового батальона (БКК), оснащенного танками Hotchkiss H35, и частями 5-го и 7-го Панцер дивизиона. 38-й БКК будет разгромлен.